# Forks
Forks je město v okrese Clallam v americkém státě Washington. V roce 2000 činil počet zdejších obyvatel 3120. Město je oblíbené zejména rybáři, kteří zde loví pstruhy a lososy. V ekonomice města má drtivý podíl dřevozpracující průmysl. Na jižním konci města je Forkské dřevařské muzeum.Hlavní silnicí je Forks Ave vedoucí přes město.

## Zajímavosti
Velké procento návštěvníků města jsou fanoušci ságy Stmívání spisovatelky Stephenie Meyerové, která byla situována právě do městečka Forks, přestože filmy nebyly točeny ve Forks, ale převážně v Oregonu. Od vydání první knihy z této ságy stoupla městečku Forks výrazně návštěvnost. Jsou zde nabízeny výlety po místech známých z knih jako například dům Cullenů, dům, kam se nastěhovala Bella Swanová, nebo nemocnice, kde pracoval Dr. Carlisle Cullen.